# マクデブルク法

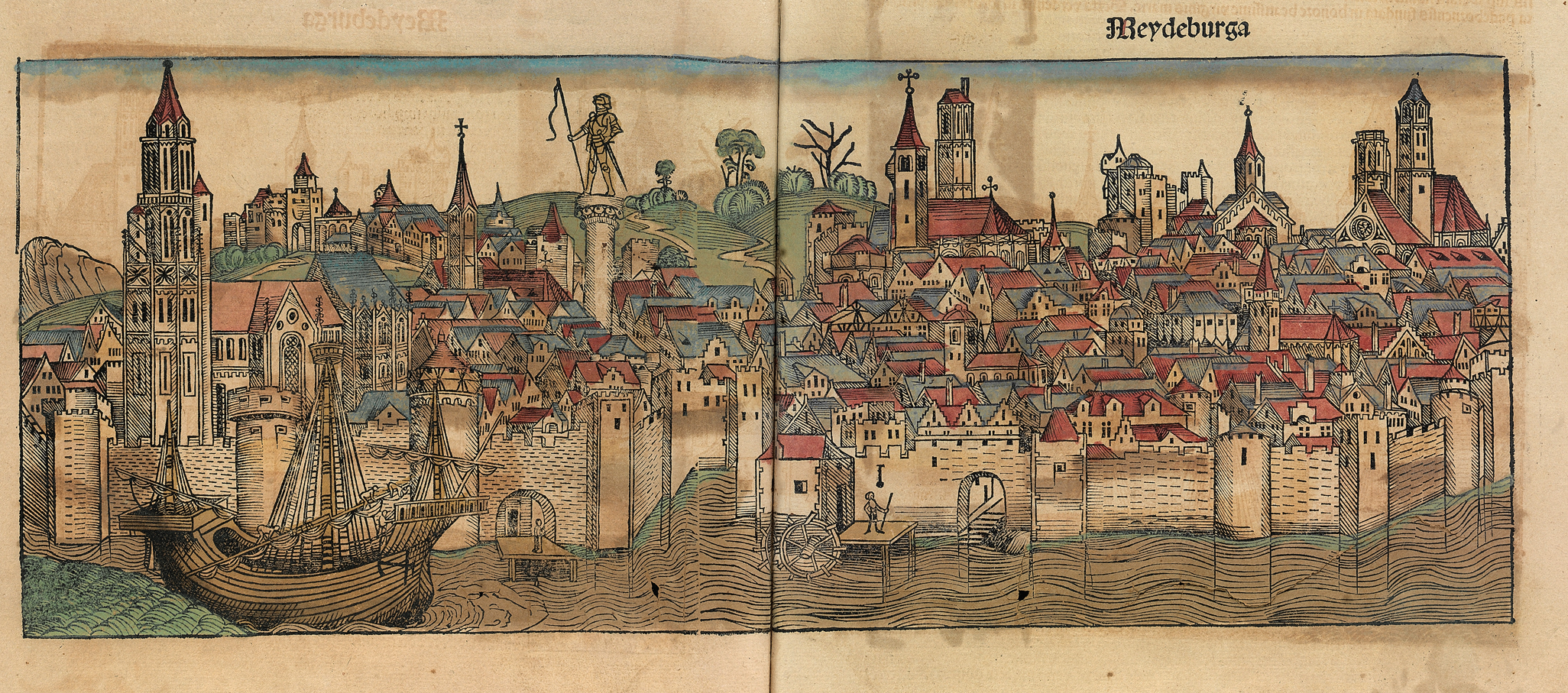
中世のマクデブルク

マクデブルク法（独: Magdeburger Recht）は、神聖ローマ皇帝のオットー1世により作られた地域の支配者による市や村の情勢に対する法で、内容は都市の自由を守り抜く規定と並んで、商法、刑法、訴訟法、手続法などの条文が大部分を占める。長いあいだ神聖ローマ帝国の有力都市であったマクデブルクの自治権をモデルとするために同市の名を冠しており、中欧で中世の都市法で最も重要なものである。
この法は、ドイツ都市法の基礎となり何世紀の間に神聖ローマ帝国で発展した。重要な事ではボヘミア、ハンガリーやポーランドの君主達がマクデブルク法を採用し修正している、同法は何千もの都市や村の発展を促し、都市化へ画期的な法となった。

## 概要
中世の法として、この権利の主な対象とされていたのはこれらの市で1番重要な住人の商人と職人であった。中世ポーランドでは、ドイツ人とユダヤ人は国王の都市化開発ポリシーの市や街で招聘された。
ドイツ人やユダヤ人は、これらの市で競合者であったが、彼らは裁判管轄の対象ではなかった。特権は、法により地域自治権で保護されていた。
マクデブルクはハンザ同盟加盟メンバーの中で、マクデブルクは重要な貿易市の1つであった。
西のフランドル、東のバルト諸地域、ドイツ内陸のブラウンシュヴァイクなどと商売をしていた。13・14世紀の古ドイツ法体系の中で最も発展していたマクデブルク法は数多くの都市に適用され、その適用地域の北端・東端はロシアにまで及んでいた。その中にはシュレースヴィヒ、ボヘミア、ポーランドなどの近隣地域はもちろん、文化的差異の大きかったポモジェ、プロイセン、リトアニア（キリスト教化後）、ウクライナにまで拡がり、おそらくモルダヴィアでも適用されていた。これらの地域ではマクデブルク法をドイツ法あるいはテュートン法と呼んでいた。同法が適用された都市はマクデブルクの地方裁判所を最高裁判所としていたため、マクデブルクはリューベックとともに北ドイツ、ポーランド、リトアニアの法律を実質的に支配しており、都市法によって結ばれた「家族」にとっての最重要の心臓部として機能した。この重要な役割は、1495年の帝国改革によって設立された、帝国裁判所の権威の高まりと共に古ドイツ法がローマ法に取って代わられるまで続いていた。
ユダヤ人は国王や皇帝との慎重な交渉をし優先庇護を得ていた。ユダヤ人は「保証人（Gewährsmann）」になれない、ユダヤ人の物品の入手に関して、それを購入したか抵当物件として手に入れたのかを区別されることなく、その物品の完全な所有者として認められるようになった。ユダヤ人がキリスト教徒やキリスト教徒の召使に肉を売る事を許可した。

## ヨーロッパでのマクデブルク法の履行
ポーランドでのマクデブルク法の履行はドイツの原版とは異なっていた、古代ローマ法も採り入れている。ポーランドの地主はドイツ人定住者がいない場合「ドイツ法の定住」などを用い、またポーランド人は暫しドイツ語文字にまったく無理解で古いポーランド法を使用していた。
同法はウクライナ、ハンガリー、プロイセン、ベラルーシ、ポメラニア公国、リトアニア、そしてビェチュ、フルィシュタク、サンドミェシュ、クラクフ、クルフ、ポズナン、ロプチツェ、ヴロツワフ、ズウォトルィヤ、ヴィリニュス、トラカイ、カウナス、フロドナ、キエフ、リヴィウ、ブロディ、ルーツィク、ヴォロディームル＝ヴォルィンスキー、サノク、シニャティン、ニージンなどで適用され、バルデヨフ、フメネー、クルピナなど当時のハンガリー王国領だったスロヴァキアにもマクデブルク法を採用した都市がある。